# Onofrio Panvinio
Giacomo Panvinio, más conocido como Onofrio Panvinio (Verona, 23 de febrero de 1530-Palermo, 27 de abril de 1568) fue un religioso agustino, historiador y arqueólogo italiano.

## Biografía

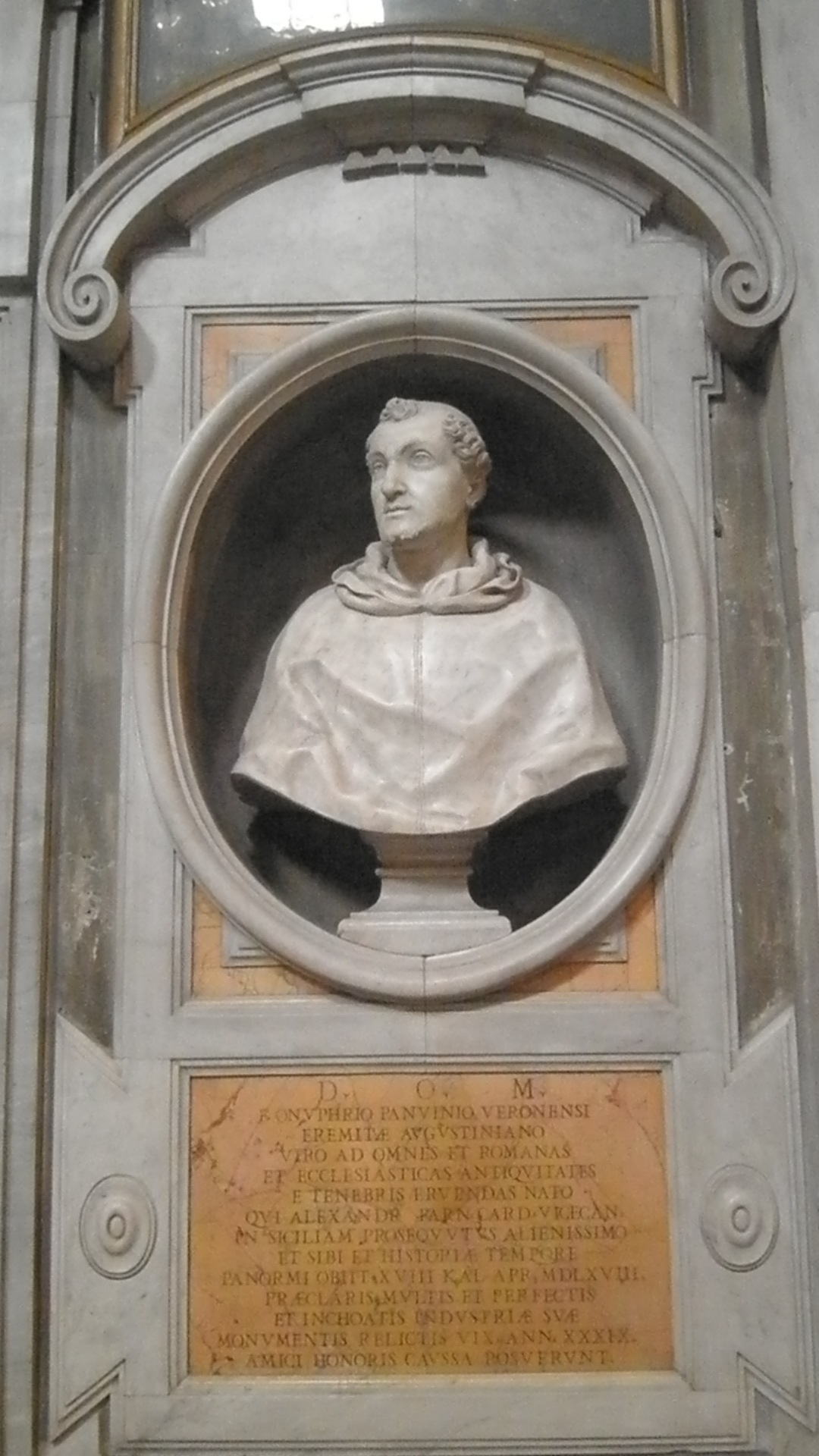
Busto de Panvinio en su sepultura en Sant'Agostino in Campo Marzio de Roma.

Nacido en Verona, por aquel entonces parte de la República de Venecia, en el seno de una familia modesta, y huérfano de padre desde joven, cursó sus primeros estudios en el colegio que el obispo Gian Matteo Giberti mantenía en la catedral de Verona, gracias al sostén de un pariente suyo que era capellán en la misma. A los once años tomó el hábito de los ermitaños de San Agustín en el convento de Santa Eufemia. 
Cerca del año 1546 su talento y habilidades llamaron la atención del general de su orden Girolamo Seripando, que le envió al estudio general que tenían los agustinos en Nápoles, y dos años después al de Roma, donde se doctoró en Teología en 1553; con dispensa para residir fuera del convento dedicado por entero a sus estudios, y con el patrocinio de los cardenales Marcello Cervini y Alessandro Farnese, en 1557 obtuvo el grado de magister sacrae theologiae. 
Acompañando a Farnese, que estaba malquistado con Paulo IV, residió en Parma, Venecia y Alemania, hasta que con la muerte del papa ambos regresaron a Roma a finales de 1559. Durante un breve periodo en tiempos de Pío  IV fue corrector y revisor de manuscritos en la Biblioteca Vaticana. Murió en Palermo a los 38 años de edad cuando acompañaba a su protector camino del sínodo de Monreale.

## Obra
Fue autor de numerosos libros de historia y arqueología, entre ellos uno dedicado a la República romana (De republica Romana, 1558), y de varias obras sobre los primeros siglos del cristianismo, algunos nunca publicados y cuyos manuscritos están conservados en la Biblioteca Vaticana. Muy apreciado en su tiempo como uno de los máximos exponentes de la erudición católica, Paolo Manuzio lo calificó como antiquitatis helluo (glotón de antigûedades) y Julio César Escalígero le llamó pater omnis historiae (padre de toda la historia).
El dibujante y arquitecto francés Étienne Dupérac colaboró habitualmente con Panvinio en la ilustración de sus obras, incluso de las publicadas póstumamente.